# 加藤浩次の吠え魂
『金曜JUNK 加藤浩次の吠え魂』（きんようじゃんく かとうこうじのほえだま）は、TBSラジオのJUNK枠で金曜日に放送されていたラジオ番組。お笑いタレントの加藤浩次がパーソナリティを務めた。

## 概要
2007年4月6日放送開始。放送開始から2008年9月までは毎週金曜深夜27:00 - 28:00（土曜未明3:00 - 4:00）に、TBSラジオをキー局としてJRN系列25局ネットで放送。原則生放送。
2008年10月からは、毎週金曜深夜25:00 - 27:00（土曜未明1:00 - 3:00）に変更、TBSラジオをキー局としてJRN系列4局（2009年7月10日からは5局）ネットで放送。
平日のこの時間帯はJUNKという共通タイトル（枠名）が付いており、金曜日の当番組の正式名称は『金曜JUNK』を冠した『金曜JUNK 加藤浩次の吠え魂（きんようジャンク かとうこうじのほえだま）』という表記（呼称）である。
『極楽とんぼの吠え魂』は、JUNKという枠名が付く以前の2000年10月6日から約5年9か月に渡り放送されていたが、2006年7月16日に極楽とんぼメンバーの山本圭一が未成年との飲酒、淫行という不祥事を起こし、吉本興業から契約を解除され「極楽とんぼ」の芸能活動が不可能になった事により、2006年7月21日に加藤浩次のみ出演の第302回放送をもって終了となった。
当番組は加藤浩次ひとりながらも、『極楽とんぼの吠え魂』の最終回から約9か月（37週、259日）の時を経て『吠え魂』が復活したという形になっていた。
2010年4月2日の放送をもって終了。3年間で全157回。『極楽とんぼの吠え魂』からの通算では先述の休止期間を含めて9年半、通算459回であった。ちなみにラジオの『吠え魂』の最終回の生放送中、テレビでは金曜『スパサカ』の1回目（25:55 - 26:25）が放送された。

## 歴史
- 2007年
  - 4月6日（第1回）：放送開始。約9か月（37週、259日）ぶりに「吠え魂」が復活。
  - 4月20日（第3回）：「いてもたっても遠藤」ことココリコの遠藤章造がいてもたってもいられなくなり久々に乱入。
  - 6月15日（第11回）：よゐこがゲスト出演し、糞太郎のおちょこランキングが久々に復活。
- 2008年
  - 10月3日（第79回）：「吠え魂」がJUNK枠に復帰。
- 2009年
  - 2月27日の放送で第100回を迎えた。
  - 4月24日、公式ウェブサイトをブログに移行（同じJUNK系放送枠としては「火曜JUNK ZERO おぎやはぎのメガネびいき」と同日）。
- 2010年
  - 4月2日、最終回を迎え吠え魂の歴史に終止符。リスナーからは、質問を受け付け、「豚（山本）とは連絡を取ってるんですか」等山本との近況について答えたりした。TBS玄関には、多数のリスナーが押し寄せていた。ちなみに最後の言葉は、加藤の「工務店、お前泣いてないだろ。」
  - 12月16日のおぎやはぎのメガネびいきのゲストとして、9か月ぶりにTBSラジオの番組に出演。

## 決まり事
マイフェイバリットソング
吠え魂を訪れたゲストは必ず思い入れがあるお気に入りの歌「マイフェイバリットソング」を歌わなければならないという決まりがある。歌の上手い下手よりも気持ちを込めて歌うかどうかが重要視される。思い入れがあり気持ちを込めて歌うのであれば、オリジナルでも、アレンジを加えたトリビュートでも、ハミングでも構わない。旧吠え魂では年末に、過去1年間に番組を訪れたゲストのフェイバリットソングなど、番組内で歌われた歌の中から大賞を決める「吠え魂歌謡大賞」という企画が3回行われている。

## コーナー（番組終了時点）

### ふつおた
普通のお便りを読むコーナー。特にコーナーと称してやっているわけではないがほぼ毎週行っている。過去にやっていたコーナー「歌詞魂」と「カラスが来たぞ!」はふつおたの投稿から派生したコーナーである。

### ニュースメール
こちらもコーナーとしてやっているわけではないがほぼ毎週行われている。リスナーから送られてきた様々なニュースについて語っている。番組初期から様々なニュースがリスナーから送られてきたためいつしか加藤がニュースメールと言い始めた。

### ザ・コクミンショー
秘密のケンミンSHOWでは紹介できない世界各国の名物や風習を紹介するコーナー。実在しない国を扱うネタ（猫の国、阿部寛の国など）が読まれる割合が増えている傾向にある。（2008年10月3日〔第79回〕～）

### 音の中の浩次
「いろんな音に耳を澄ますと浩次の声が聞こえてくる」という設定で、リスナーが加藤に言わせたいことを喋らせるコーナー（BGMもリスナーが指定）。「○○の音にのせて」と前置きしてからネタを読む。（2009年4月3日〔第105回〕～）

### 今週の教え
ご長寿の方を取材し、長寿の秘訣、生き方のコツを学ぶコーナー。まず取材する相手（ここでは先生と呼ぶ）の自己紹介を聞いてから、好きな食べ物や好きな動物などの簡単な質問をしていき、その返答の中から印象に残る言葉を「今週の教え」として紹介する。基本的には番組スタッフが見つけてきた人物に取材を行うが、「こういう人がいるので取材に来てください」といったメールも受け付けており、加藤は番組内やポッドキャストで、「都内はスタッフが取材に行くが地方の方はテープやMDを送ってください」と語っている。（2008年10月3日〔第79回〕～）

## 歴代のコーナー
歌詞魂（かしだましい） （2007年5月18日〔第7回〕- 6月1日〔第9回〕）
2007年5月4日放送で「ルビーの指環」の歌詞を朗読したところ評判を呼びコーナー化。リスナーから朗読してほしい既存の歌詞を送ってもらいその歌詞を加藤が感情を込めて朗読する。当初は正式なコーナー名がなく「歌詞朗読のコーナー」など暫定的な名で呼ばれたが、同月18日の放送で「歌詞魂に応募します」と書いたリスナーがおり、それを「かしだましい」と読んだ加藤が即決でコーナー名として採用。5月25日は読みを「かしだま」としたが6月1日から再び「かしだましい」となった。歌詞を読む前に「作詞〇〇、作曲〇〇、朗読浩次」と前置きする。
岡田の嫁の一言 （2007年8月3日〔第18回〕- 8月10日〔第19回〕）
ますだおかだの岡田圭右の嫁が言いそうな言葉を読むコーナー。2007年8月3日放送で岡田の嫁の話をしたところ、リスナーから「岡田の嫁の一言コーナー」をやってほしいというメール来て、その日の放送のうちに「岡田の嫁の一言」のネタメールが大量に送られ急遽その日の番組終盤は岡田の嫁の一言コーナーで終始した。翌8月10日放送で終了宣言された。
カラスが来たぞ! （2007年5月25日〔第8回〕- 9月7日〔第23回〕）
2007年5月18日放送での「カラスが言葉を喋ったらタチの悪いことを言うはず」との話題から、翌週「カラスが来たぞ!」としてコーナー化。カラスが人間に言い放つキツイ、ヒドイ、あるいは嘘の一言をリスナーから募集し加藤が声色で代読する。
変なダンスを踊りたくなる曲のコーナー （2007年9月28日〔第26回〕）
変なダンスが踊りたくなる曲を募集するコーナー。加藤はやりたいコーナーらしいがスタッフの不評により1回しか行われなかった。
ディアフレンズ （2007年10月5日〔第27回〕- 11月9日〔第32回〕）
もしも芸能人と友達だったらこそ言えることを募集するコーナー。ネタが単なる悪口になる傾向が次第に強まっていったが加藤は「決して悪口ではない、指摘だ」と説明した。
ギャン!擬音辞典 （2007年11月9日〔第32回〕- 12月7日〔第36回〕）
人の気になる行動や性質などを擬音で表現してみようというコーナー。コーナー名である「ギャン!」はソニンが恋愛に関して擬音で表したときに出た言葉である。対義語、類義語、使用例などを読むパターンもある。
噛んじゃった! （2008年10月3日〔第79回〕- 2009年3月27日〔第104回〕）
「誰々がここで噛みました」として、間違えたセリフを書いてもらうコーナー。

## 主な企画

### 糞太郎のおちょこランキング
「糞太郎」ことよゐこの濱口優が今「おちょこ」を食したいと思う程に気に入っている女性有名人のベスト3を発表する。不定期に行われる。極楽とんぼの吠え魂から続く名物コーナーである。
- 2007年 
  - 6月15日
    - 第1位：宮崎あおい - （お）めでとおちょこ
    - 第2位：パリス・ヒルトン - お騒がせおちょこ、獄中おちょこ
    - 第3位：チャットモンチーの真ん中の子（ボーカル、橋本絵莉子） - おちょこモンチー、素朴おちょこ
    - もうすぐおちょこランキング：国仲涼子
- 2008年
  - 1月4日
    - 第1位：秋山莉奈 - オチョコリーナ、チョクチョ（直腸）リーナ
    - 第2位：Rio - Rioおちょこ、AVおちょこ
    - 第3位：香椎由宇 - おちょこのジョー、門限おちょこ、アメリカおちょこ
    - もうすぐおちょこランキング：檀れい - 身内おちょこ

  - 10月24日
    - 第1位：優木まおみ - 下品なおちょこ、やんちゃなおちょこ
    - 第2位：フジテレビ ショーパン - おちょこちょんちょん、音符おちょこ
    - 第3位：青島あきな - ガンバリおちょこ、マンゴーおちょこ、太陽のおちょこ
    - 第4位：ナスティア・リューキン - 平均台おちょこ
    - 第5位：長谷川京子 - おめでとうおちょこ、ポルノおちょこ、アポロおちょこ
    - 第6位：スザンヌ - おバカおちょこ
    - もうすぐおちょこランキング：矢吹シャルロッテ - フサフサおちょこ
- 2009年
  - 2月20日
    - 第1位：優木まおみ - 1番出たおちょこ
    - 第2位：北川景子 - ハンサムおちょこ、おちょこスーツ
    - 第3位：宮崎あおい - メリケンおちょこ、少年おちょこ
    - もうすぐおちょこランキング：ドロンジョ（深田恭子） - 湯気ドクロおちょこ

  - 6月19日
    - 第1位：原紗央莉 - どんすこいおちょこ
    - 第2位：アメリカ連続ドラマ、「HEROES」のクレア - 再生おちょこ
    - 第3位：杉原杏璃 - やりすぎおちょこ
    - 第4位：広末涼子 - ダブルマサルがメロメロおちょこ、なっがい（永井）おちょこ、マジでクソする五秒前おちょこ
    - 第5位：加護亜依 - 真っ黒から真っ白おちょこ、乗り越えおちょこ
    - もうすぐおちょこランキング：仲村みう - ブログで見せまくるおちょこ、岩手の若（草）おちょこ
- 2010年
  - 3月19日（番組終了に伴い、ファイナルおちょこランキング）
    - 第1位：滝川クリステル - ぺったんこおちょこ、きしめんおちょこ、ほうとうおちょこ
    - 第2位：北乃きい - 救命おちょこ
    - 第3位：仲里依紗 - 真っ白にモカ混じり系のおちょこ
    - 第4位：安めぐみ - もっちりした粘り気のある、短いけど樽型のおちょこ
    - 第5位：辰巳奈都子 - 色気のあるしなやかなピンヒールみたいなおちょこ
    - もうすぐおちょこランキング：瑠川リナ - かったい、小さい、くっさいおちょこ

  - 12月16日（加藤が出演した｢おぎやはぎのメガネびいき｣では、久々にランキングが発表された。）
    - 第1位：広末涼子 - キャンドルおちょこ、耳につけたいおちょこ
    - 第2位：秋元優里 - 下から舐めるおちょこ
    - 第3位：田中理恵 - まき散らしおちょこ
    - 第4位：SDN48 - 全員のをわんこでいただきたいおちょこ
    - 第5位：黒木メイサ - おちょこ砲
    - もうすぐおちょこランキング：児玉菜々子

### 勉強シリーズ
「極楽とんぼの吠え魂」時代に引き続き、様々な分野の専門家をゲストに招いてリスナーや加藤浩次の素朴な疑問質問に答えて頂こうという企画。
ギャン!スペシャル （2007年12月14日〔第37回〕）
小野正弘（明治大学文学部教授）をゲストに迎え、擬音に関する疑問質問を行った。ギャン!擬音辞典の拡大版。「日本最古の擬音は？」などの真面目な質問だけではなく、「一番いやらしい擬音は？」などの下ネタ系の質問にも、奥さんが見に来ているにもかかわらず答えてもらった。先生によると吉兆の佐知子を擬音にすると「ブニュベッ」、ババアがパンストを履く時の音は「ズゾズゾズゾ」、2007年を擬音で表すと「グザグザ」とのことである。
虫スペシャル （2008年4月18日〔第55回〕）
農学博士の高家博成をゲストに迎え、虫に関する疑問質問を行った。「最大の虫は？」などの質問に答えるだけではなく、素数ゼミなどの専門的な話にもなった。先生にとって虫とは友達、研究材料、遊び相手。
地球滅亡まであと100年 やばいよやばいよスペシャル （2008年9月5日〔第75回〕）
地球滅亡まであと100年と唱える犬塚則久（東京大学大学院）を迎え、その根拠について生物の進化や環境問題、資源問題などの話を交えて答えて頂いた。加藤は「環境が変わったらそれに合わせて人間は進歩することが出来るのではないか」という持論を持っており、「先生の言っていることと相容れない」と先生の理論には納得できない様子であった。

### 音魂クイズ
数種類のお菓子をゲストに食べてもらい、その咀嚼音を聞いて出題されたお菓子を何番目に食べたか当てるクイズ。リスナーはパソコンか携帯で参加可能で、答えを書いて番組に送ると正解者には賞品が贈られる。
第1回 （2009年1月30日〔第96回〕）
ゲストは北川弘美。1問目は「キャラメルコーン・ポテトチップス・とんがりコーン」の中からポテトチップスを、2問目は「キットカット・ポッキー・トッポ」の中からキットカットを、3問目は「じゃがりこ・ハッピーターン・かりんとう・かっぱえびせん・柿ピー」の中からかっぱえびせんを当てるというもの。1000通以上の応募の中で正解者は10名おり、この10名にはお菓子の写真（北川のサイン付）がプレゼントされた。しかし加藤が最後まで解答を発表し忘れていたため苦情のメールが届き、翌週の放送の冒頭で事前に録音した（不手際があるといけないため録音にした）加藤の謝罪コメントが放送され、その中で北川の謝罪コメントも流された。
第2回 （2009年2月20日〔第99回〕）
ゲストは優木まおみ。1問目は「コアラのマーチ・ポテトチップス・おっとっと」の中からコアラのマーチを、2問目は「オレオ・ビックリマンチョコ・パイの実」の中からパイの実を、3問目は「カール・ふがし・うまい棒・キャラメルコーン・ふんわり名人」の中からうまい棒を当てるというもの。約1400通の応募があったが正解者はわずか2名だけであり、この2名には優木の服の中を通ったパチンコ玉（前週の放送でリスナーが欲しい物を募集したところこのプレゼントに決まった）と、さらに2名の中から抽選で1名に優木がエジプトで買った子孫繁栄のお守り（加藤曰く男根キーホルダー）がプレゼントされた。しかし前回同様に加藤が解答を発表しなかったため、謝罪に関するメールが600通程届き、再び翌週の放送の冒頭で加藤の謝罪コメントが放送された。加藤は「答えを確信犯的に言わなかった」と言いながら謝罪をし、「加藤は謝ったのに優木まおみは謝っていない」ということを避けるため、優木の謝罪コメントも流された。

### 吠え魂歌謡大賞
過去一年間に出演したゲストが歌ったマイフェイバリットソングなど、番組内で歌われた歌の中から大賞を決める「極楽とんぼの吠え魂」時代から続く年末恒例企画。投票する際は必ず投票をする主旨を書いておかないといけない。いくら褒めたたえたメールでも投票するという主旨の内容が書いてない場合は「ふつおた」扱いになり票は入らない。また組織票は可（一人が何票も投票することが可能であり、同一人に数票を投じることも可能）。加藤曰く「TBS的にはレコード大賞の次に権威のある歌謡大賞」。
- 第4回吠え魂歌謡大賞（2007年12月28日〔第39回〕）
  - ノミネートは9曲。

| 順位  | ゲスト   | 曲名 / 歌手名                         |
| ----- | -------- | ------------------------------------- |
| 第1位 | 藤波辰爾 | 古城/三橋美智也                       |
| 第2位 | 田中直樹 | SEASON IN THE SUN/TUBE                |
| 第3位 | 西野亮廣 | Forever Love/X JAPAN                  |
| 第4位 | 小野正弘 | 千以上の言葉を並べても.../GARNET CROW |
| 第5位 | 小木博明 | シクラメンのかほり/布施明             |
| 第6位 | 遠藤章造 | ハンガー/遠藤章造（オリジナルソング） |
- 第5回吠え魂歌謡大賞（2008年12月26日〔第91回〕）
  - ノミネートは14曲。

| 順位  | ゲスト       | 曲名 / 歌手名                                       | 得票数                                        |
| ----- | ------------ | --------------------------------------------------- | --------------------------------------------- |
| 第1位 | 遠藤章造     | 千の風になって/秋川雅史                             | 1702（その内1629票は1人のリスナーからの投票） |
| 第2位 | 黒沢かずこ   | タイトル不明/黒沢かずこ（オリジナルソング）         | 963                                           |
| 第3位 | 大西ライオン | タルタルソースの歌/大西ライオン（オリジナルソング） | 不明                                          |
| 第4位 | 田中直樹     | ダーリング/沢田研二                                 | 不明                                          |
| 第5位 | 高家博成     | お座敷小唄/松尾和子・和田弘とマヒナスターズ         | 100                                           |
- 吠え魂歌謡大賞予選会（2009年10月23日〔第134回〕）
  - 課題曲（尾崎豊の「I LOVE YOU」）と自由曲の二曲を歌って、リスナーの投票によって決勝戦出場者（爆笑問題 田中）が決定。しかし宮迫、さくらまや、毒蝮の歌も加藤やリスナーの反応がよかったため決勝にノミネートされた。

| 登場順 課題曲時 / 自由曲時 | ゲスト     | 自由曲名 / 歌手名                                                                 |
| -------------------------- | ---------- | --------------------------------------------------------------------------------- |
| 1番目/2番目                | 黒沢かずこ | 文句があるなら来なさい/Rie ScrAmbleの途中でGoing Going Home/H Jungle With Tに変更 |
| 2番目/6番目                | 宮迫博之   | 機動戦士ガンダムのOpeningから翔べ! ガンダム/池田 鴻                               |
| 3番目/3番目                | 友近       | 桃色吐息/高橋真梨子                                                               |
| 4番目/1番目                | 河本準一   | くちびるから媚薬/工藤静香                                                         |
| 5番目/4番目                | 原紗央莉   | 17才/南沙織                                                                       |
| 6番目/8番目                | さくらまや | お祭りマンボ/美空ひばり                                                           |
| 7番目/5番目                | 斉藤司     | もう君以外愛せない/KinKi Kids                                                     |
| 8番目/7番目                | 田中裕二   | おやすみスヌーピー/田中裕二（オリジナルソング）                                   |
| 9番目/9番目                | 毒蝮三太夫 | さすらい/小林 旭                                                                  |
- 第6回吠え魂歌謡大賞（2009年12月25日〔第143回〕）
  - 初の予選会が行われた回。ノミネートは13曲。

| 順位   | ゲスト             | 曲名 / 歌手名                                 | 得票数                                                         |
| ------ | ------------------ | --------------------------------------------- | -------------------------------------------------------------- |
| 第1位  | 遠藤章造           | 雪国/吉幾三                                   | 3041（うち、2888票はメソ、 145票はサバイバー高橋による組織票） |
| 第2位  | 毒蝮三太夫         | I Love you/尾崎豊（ほとんどオリジナルソング） | 1183                                                           |
| 第3位  | 田中裕二           | Let's Go Snoopy/田中裕二（オリジナルソング）  | 991                                                            |
| 第4位  | 宮迫博之           | I Love you/尾崎豊                             | 745                                                            |
| 第5位  | さくらまや         | お祭りマンボ/美空ひばり                       | 408                                                            |
| 第6位  | 田中直樹           | 恋しくて/BIGIN                                | 399                                                            |
| 第7位  | マツコ・デラックス | 栄冠は君に輝く/伊藤久男・コロムビア男声合唱団 | 301                                                            |
| 第8位  | ドン小西           | さらば恋人/堺正章                             | 198                                                            |
| 第9位  | misono             | 愛のうた/倖田來未                             | 115                                                            |
| 第10位 | 優木まおみ         | time will tell/宇多田ヒカル                   | 106                                                            |
| 第11位 | 陣内智則           | もう恋なんてしない/槇原敬之                   | 80                                                             |
| 第12位 | 庄司智春           | ハッピーサマーウェディング/モーニング娘。     | 12                                                             |
| 第13位 | 北川弘美           | ヒロミ/原田潤                                 | 6                                                              |

## その他の企画
3時間ぶち抜きスペシャル（2007年4月13日〔第2回〕）
おぎやはぎのメガネびいきとの共同で3時間放送されたJUNK史上初の試み。特に企画があった訳ではなく、3人のトークに終始した内容。
おあずけ解禁署名（2007年6月8日〔第10回〕、6月15日〔第11回〕）
番組開始当初、加藤は嫁とのSEX話をすることがしばしばあり、このことが「めちゃ×2イケてるッ!」内の「恋のかま騒ぎ」のコーナーで話題として取り上げられてしまう。加藤はそのことを嫁に報告したところ、「笑えない」と言われ、おあずけをくらうことになった。しかし、リスナーからの提案でおあずけを解いてもらうための署名を募集することになり、嫁にも承諾を得て、次週までに500通の署名メールが来たらおあずけを解いてもらえることとなる。結果的には647通の署名が届きおあずけ解禁となるが、これ以降この手の話は減少した。
3時間ぶち抜き化けレポート（2007年8月31日〔第22回〕）
金曜JUNK「おぎやはぎのメガネびいき」と共同で放送された「極楽とんぼの吠え魂」時代から続く企画。1:00から3:00まではスタジオに小木とアンタッチャブルの柴田が待機し、化けレポートランキング5位の加藤地縛霊ショウジ（加藤浩次）と化けレポートランキング1位の矢作ポルターガイスト兼一（矢作兼）が霊能者2人と共に、都内某所にあるトンネル、球場、廃病院の心霊スポットを巡って生中継で放送を行った。放送中に矢作が脇腹の痛みを訴える、スタジオの小木の体調が悪くなる、廃病院のドアが急に閉まるといった怪奇現象が起こった。3時台からはスタジオに全員戻り霊能者を交えてトーク。心霊スポットで撮った写真を見ると廃病院の写真にロウソクの明かりのようなものが写っていた。また霊能者には体調不良になった小木の除霊を行ってもらうが、興奮した小木が霊能者に高圧的な態度をとる場面があった。その後加藤、矢作、小木、柴田の4人の前世を見てもらうと、加藤は漁師、矢作は商人、小木は馬に乗った人物、柴田はヨーロッパの戦士であった。リスナーからは女性の悲鳴が聞こえたというメールが来ており、スタッフがテープを聞き直したところ廃病院で声のようなものが入っていた。最後に矢作の脇腹が痛くなったことやドアが急に閉まったことは加藤が原因であったことが判明し、過度な演出が明らかになった。
快晴クイズ（2007年9月14日〔第24回〕）
家族でバリ旅行に行った際に、長男の快晴が自分のリュックに１つだけ入れて持って来ていた「ある物」が何だったかをクイズに出し、正解者3名にバリ旅行のお土産がプレゼントされた。また、面白い回答にもノベルティグッズが贈られた。
2007年度流行語大賞予想（2007年11月16日〔第33回〕、12月7日〔第36回〕）
最初は加藤が流行語大賞にノミネートされた60語の中から3語選び、その語が全部ベストテンに入賞したら加藤の勝ち、1語でも外れたらリスナーの勝ちというルールであった。しかし、番組スタッフやリスナーから「堅い（手堅い）」と言われ、最終的には15語を選び、ベストテンに1語も入賞しなかったら加藤の勝ち、1語でも入賞したらリスナーの勝ちというルールに決まった。加藤は「マダム・スシ、サミング、かわいがり、金属ドロ、もてぷよ、大人かわいい、工場萌え、チャイナショック/チャイナフリー、モンスターペアレント、奪回、赤ちゃんポスト、1円○○、カワユス/ギザカワユス、デトックス、KY（空気が読めない）」の15語を選び、加藤が負けたらポッドキャストをやっているスタッフを含めた4人（加藤・工務店・石山・西田）で変なダンスのレッスンDVDを作り、リスナーにプレゼントすることとなる。その後、12月7日の放送で結果が発表され、加藤の勝利に終わった。
いてもたってもいられなかった日検証（2008年2月22日〔第47回〕）
2007年12月28日放送（エピソードの欄を参照）で、遠藤章造が離婚届を出してすぐの「ほたて（離婚したてほやほや）」状態で出演した件について本人をゲストに招き検証をおこなった。遠藤は離婚についてオンエアで言おうか迷っていたと語り、この日の放送で改めてリスナーに離婚を発表した。その後12月28日の収録テープから、いつもの遠藤とは違うと思う発言をピックアップして聴き、遠藤に見解を求めた。
| 遠藤の発言 | 遠藤の見解 |
| --- | --- |
| ピンクのことを「クーピン」と発言。 | クーピン＝ピンク＝ハート＝ハートが欠落した状態。離婚の傷をカバーしようとして発言した。                                     |
| 吠え魂歌謡大賞にオリジナルソングの「ハンガー」でエントリーした攻めの姿勢を、サッカー経験が全く無いのに「マラドーナみたいな」と例える。 | 「生まれ変わらないといけない。扶養家族がいなくなり攻撃的になっていく。」「神の手がほしい。神に手を差し伸べてほしかった。」 |
| 「千の風になって」を歌っている最中に「ギャスキャナス」という言葉を入れる。                                                             | 「can't stop loving you nothing」と言っているつもり。今思えば千秋に対する気持ちがあった。                                  |
| 「千の風になって」をもう1度歌った時に「ギャスキャナス」から「トゥギャナス」に変わる。                                                  | 「together nothing」と言っている。「トゥギャザーしようぜ」の逆。                                                           |
NHKのオリンピック中継にFAXを送ろう（2008年8月22日〔第73回〕、8月29日〔第74回〕）
8月22日放送で、NHKの北京オリンピック中継でFAXを紹介しているアナウンサーの話題となり、加藤が吠え魂リスナーでこの番組にFAXを送ることを提案する。吠え魂リスナーだと分かるサインとして、当時加藤が「ウコンの力」のCMで披露していた「もりもりポーズ」の絵をFAXに描くこととなり、それがアナウンサーに紹介されたら、その人数分だけ加藤が自腹で3万円プレゼントすることに決まる。ルールとして、リスナーは自分の読まれたFAXと同じものを吠え魂に送り、番組を録画したものをスタッフがチェックして同じ内容と確認できたら3万円がプレゼントされる。翌週の放送で結果が報告され、アナウンサーにFAXを紹介された者は一人もいなかったものの、後ろにある掲示板に一枚だけ「もりもりポーズ」を描いたFAXが掲示されていた。加藤もこれには喜び、このFAXを送ったリスナーにはノベルティグッズの汚い背中シールが20枚プレゼントされた。
アイドル事務所対抗男性ファン獲得選手権（2008年8月29日〔第74回〕）
以前の放送で「女性に言われたい言葉」をリスナーに募集し、盛り上がったため実現した企画。名目上は男性ファン獲得選手権であるが、実際は注目のアイドルに言わせたいこと選手権である。谷桃子、さとう里香、青島あきなの3人をゲストに招き、リスナーから募集した台詞を順番に読んでもらった。加藤が判定を行い、谷が3ポイント、さとうが2ポイント、青島が4ポイント獲得し、青島が優勝した。
糞太郎のおちょこランキング予想（2008年10月17日〔第81回〕、10月24日〔第82回〕）
10月17日放送で、次週のゲストに糞太郎こと濱口優が来ることが告知され、濱口がゲストの際の恒例企画となっている「糞太郎のおちょこランキング」の1位予想をリスナーから募集。見事1位を当てたリスナーの中から抽選で1名に糞太郎の私物のパンツとノベルティグッズがプレゼントされることになった。翌週の「糞太郎のおちょこランキング」では優木まおみが1位に輝き、予想を当てた75名の中から抽選が行われ、「もし当たってもおちょこパンツはいりません。プレステ3をください。」と書いたリスナーにパンツが贈られた。ちなみに放送中に発表されたリスナー予想のランキングは、1位生野陽子（302票）、2位堀北真希、3位リア・ディゾン、4位真木よう子、5位優木まおみ（75票）、6位南明奈、7位北川景子、8位北乃きい、9位ベッキー、11位長谷川京子（8票）、17位以下千秋（1票）であった。
パンフレット争奪PK大会（2008年11月7日〔第84回〕）
2008年10月31日放送で、リスナーから放送作家の鈴木工務店宛てに「リスナーが工務店さんこんばんわと言っているのになんでシカトなんですか。挨拶してるのだから挨拶するのが礼儀ですよ。罰としてパンフレット10枚出してください。」というメールが来た。加藤も「俺も気になっていた」と言い、工務店はこれから挨拶を無視したらパンフレットをリスナーに配ることを約束した。しかし翌11月7日の放送で、工務店がリスナーから挨拶を忘れていることを指摘され、加藤の提案で急遽「パンフレット争奪PK大会」が開かれることになった。ルールはリスナーがボールを蹴る側で、メールに「真中、左、右」の3つの内のどれかを書いて番組に送る。工務店はゴールキーパーで、加藤が選んだメールに「真中、左、右」のどれが書いてあるかを予想して1つ選択する。工務店の予想がメールに書いてあることと同じであればセーブということになり工務店の勝ち、予想がメールに書いてあることと違えばゴールということでリスナーの勝ちとなる。勝負に勝ったリスナーには「たまらん工務店」が自腹で好きなパンフレット（その他CDやポスターなど）をプレゼントした。工務店が5回セーブすれば終了だったが、最終的には19対4でリスナーの圧勝であった。
2008年度流行語大賞予想（2008年11月14日〔第85回〕、12月5日〔第88回〕）
11月14日放送で、流行語大賞にノミネートされた60語の中から加藤が3語選び、その3語の中から1語でも大賞に選ばれれば加藤の勝ち、1語も選ばれなければリスナーの勝ちというルールが発表された。加藤は「キターー！、上野の413球、ねじれ国会」を選択。加藤が負けた際の罰ゲームをリスナーに募集したところ、マツコ・デラックスをゲストに招いてキスをし、それを写真に撮ってステッカーにすることに決定した。12月5日の放送では加藤の選んだ3語とも流行語大賞に選ばれなかったため罰ゲームが確定。加藤は「気持ちを大事にしてキスをするタイプだから設定がほしい」と言い、リスナーにキスをするためのシチュエーションや台詞を募集。送られてきたメールを厳選し、2人ともしっくりきた設定でキスをすることになる。
マツコと浩次のラブラブキスシーンスペシャル（2008年12月12日〔第89回〕）
流行語大賞予想の罰ゲーム企画。加藤とマツコ・デラックスは、「タッチ」、「小鳥とカバ」、「アメリカ軍の訓練基地」、「花より男子」、「やまとなでしこ」、「エマニエル夫人」、「時代劇」、「恋するロボット」と様々なシチュエーションで様々な役になりきってキスを試みたが、しっくりとくるものがなく、最終的に「加藤浩次とマツコ・デラックス」としてリアルにキスをすることになる。加藤は「目を瞑って待ってます」と言い、2人掛けのソファーに座りながら赤坂の夜景をバックにキスをした。加藤は当初、マツコのキスをダイソンの掃除機並みの吸引力と恐れていたが、実際にキスをすると、「俺こんなキス初めてだよ」「マツコいいよ、マツコのキスいいよ」「絶妙な湿り気の唇だった」と絶賛した。
離婚の権化スペシャル（2009年4月24日〔第108回〕）
離婚の権化こと陣内智則に、離婚の真相を聞くというもので、通常通りいてもたっても遠藤が乱入。遠藤が離婚の先輩として陣内に自由な独身生活を指南。徐々にしんみりしていくムードの中、新婚ホヤホヤのにっちもさっちも庄司がたまらず乱入。1人だけ新婚ムードで浮かれる庄司に、遠藤は端々に「全然面白くない！」と挟み険悪なムードになった。
まむちゃんランキングSP（2009年6月12日〔第115回〕）
5月29日放送でリスナーに「誰々さんの何々ランキング」が聞きたいかを募集し、その中から数名に絞り込み出演の交渉をしたが、唯一出演の承諾を得ることができたのは毒蝮三太夫だけであった。6月12日放送で毒蝮は録音で出演し、毒蝮の芸風や芸歴に沿った「ババァ呼ばわりしてやりたいババァランキング」や「ウルトラマン撮影時のおもしろエピソードランキング」のほか、「好きな酒ランキング」といった普通のものを含めた全18のランキングを発表した。最初は毒蝮もノリ良く答えていたが、次第に飽きてきたため終盤は適当なランキングになり笑いを誘った。特に「好きなスウィーツランキング」2位の角砂糖と、「頭の上に乗せられたら嫌なものランキング」1位の靴は加藤のツボにはまった。
第1回女の罵声グランプリ（2009年6月19日〔第116回〕）
女性の罵声を携帯のムービーで撮り、その罵声をどんな状況で聞いたのかも書いて送ってもらう企画。厳選されたエントリー作品の中からリスナー投票でグランプリを決める。エントリー数は17で、優勝は以前付き合っていた女性にエッチ途中で言われた言葉「お前雑なんだよ」に決定し、優勝者には「いいバッグ」がプレゼントされた。またこれとは別に、ゲストに濱口優が来た際の恒例企画「糞太郎のおちょこランキング」の1位を予測して当てた人に吠え魂ノベルティの詰合せをプレゼントする企画も行ったが、1位を当てたリスナーは誰もいなかった。この時のリスナー予想の1位は吉高由里子。
マツコと浩次のLOVE劇場（2009年8月21日〔第125回〕）
昨年末に行われた「マツコと浩次のラブラブキスシーンスペシャル」が好評だったため、第2弾として行われた企画。加藤とマツコは「ブザー・ビート」、「ヤンキー」、「くノ一」、「子供の初恋」、「東北の田舎町」、「エマニエル夫人2」、「恋するロボット2」と様々なシチュエーションを演じた。またこの企画とは別に、マツコの近況話からマツコと本気でお付き合いしてもいいという人を急遽募集することになり、実際にメールを送ってきた数名の男性と電話で会話をしてその本気度を確かめた。最終的にメールを送ってきた男性は14名。
スペシャルSP（2009年8月28日〔第126回〕）
事前にスペシャル尽くしで送るとだけ告知されていた回。番組の冒頭で加藤が「今日はスペシャルという事で、家から出てくるときにテンション上がっちゃって思わずパンツにある物を入れちゃったよ」と言い出し、「かとちゃんのパンツの中クイズ」が急遽始まる。リスナーから加藤がパンツの中に入れて来たものが何かを募集し、最初に当てた人には加藤の自腹でモンスターハンター3がプレゼントされた。番組の後半では加藤の話の合間に相槌や雑音を入れてくる謎の人物が現れるが、加藤はその人物を無視してリスナーをやきもきさせる。番組の最後に謎の人物が「いりくらたけお」と名乗るが、加藤から「誰だよお前」と言われる。
第1回女の残念なものまね選手権（2010年2月19日〔第151回〕）
女性がコンパなどでやる残念なものまねを携帯のムービーで撮って送ってもらい、リスナー投票で誰が一番残念だったかを決める企画。優勝者には「ちょっといい鞄」がプレゼントされる。エントリーは20組で、優勝はプロアクティブのCMソングのものまねをしたリスナーに決定した。

## 出演者一覧
- マイフェイバリットソングも併記。お笑いコンビ等、同日に複数人が出演した場合は歌唱順に記す。
- 曲名の前に☆のマークが付いているものは吠え魂歌謡大賞ノミネート曲。

### 2007年

#### ゲスト出演
| 放送日（放送回）   | ゲスト                         | 曲名 / 歌手名                                                                        | 備考 |
| ------------------ | ------------------------------ | ------------------------------------------------------------------------------------ | --- |
| 4月13日（第2回）   | 矢作兼（おぎやはぎ）           | ☆『壊れかけのRadio』/徳永英明                                                        | 第2回放送のエンディングソング。 |
| 4月13日（第2回）   | 小木博明（おぎやはぎ）         | ☆『シクラメンのかほり』/布施明                                                       | |
| 4月20日（第3回）   | 遠藤章造（ココリコ）           | ☆『ハンガー』/遠藤章造                                                               | Podcast内で歌ったオリジナルソング。第4回放送から第40回までのエンディングソングになっていた。                                                                                     |
| 6月15日（第11回）  | 有野晋哉（よゐこ）             |                                                                                      | 加藤から振られずフェイバリットソングを歌わなかった。 |
| 6月15日（第11回）  | 濱口優（よゐこ）               |                                                                                      | 有野と同じくフェイバリットソングを歌わなかった。 |
| 6月22日（第12回）  | 藤波辰爾                       | ☆『古城』/三橋美智也                                                                 | |
| 8月24日（第21回）  | 梶原雄太（キングコング）       | ☆『Another Orion』/藤井フミヤ                                                        | |
| 8月24日（第21回）  | 西野亮廣（キングコング）       | ☆『Forever Love』/X JAPAN                                                            | |
| 10月19日（第29回） | 木下優樹菜                     | ☆『恋のヘキサゴン』/Pabo                                                             | 木下自身が勤めているユニットだったため、加藤から「思い入れがない」と非難された。                                                                                                 |
| 10月19日（第29回） | 田中直樹（ココリコ）           | ☆『シーズン・イン・ザ・サン』/TUBE                                                   | |
| 12月14日（第37回） | 小野正弘（明治大学文学部教授） | ☆『千以上の言葉を並べても...』/GARNET CROW                                           | |
| 12月28日（第39回） | 遠藤章造（ココリコ）           | 『I LOVE YOU 2008』/尾崎豊 『千の風になって』/秋川雅史→『Not gonna get us』/t.A.T.u. | 本人の希望により2008年度の歌謡大賞にはノミネートはされず。2008年1月11日放送で加藤が「離婚届を出した後にこんな歌を歌っていたなんてバカだなアイツ」と賞賛した（?）発言をしている。 |

#### その他の出演
- 6月15日（第11回）品川祐・庄司智春（品川庄司）：おぎやはぎのラジオ後に飛び入り
  - 夕刊フジにて、このときの濱口と庄司とのミキティーに関する微妙な感じが紹介されていた。ネタ元として吠え魂と書いてあった（加藤が旧吠え魂時代に、吠え魂をネタ元に書くならきちんと「吠え魂において」と書いてくれと放送内で言っていたのを夕刊フジはきちんと守っている）。
- 8月31日（第22回）小木博明・矢作兼（おぎやはぎ）、柴田英嗣（アンタッチャブル）、西塔恵（霊能者）、うわぼうちえこ（霊能者）

### 2008年

#### ゲスト出演
| 放送日（放送回）   | ゲスト                                                     | 曲名 / 歌手名                                                    | 備考 |
| ------------------ | ---------------------------------------------------------- | ---------------------------------------------------------------- | --- |
| 1月4日（第40回）   | 星ひとみ                                                   | ☆『PEACH』/大塚愛                                                | 加藤が正月休みのため収録放送。 |
| 1月4日（第40回）   | 濱口優（よゐこ）                                           | ☆『TRUE LOVE』/藤井フミヤ                                        | |
| 2月22日（第47回）  | 遠藤章造（ココリコ）                                       | 『シェリー』/尾崎豊 『卒業』/尾崎豊 ☆『千の風になって』/秋川雅史 | シェリーと卒業は喉を開くために歌った。                                                                                                  |
| 2月22日（第47回）  | 黒沢かずこ（森三中）                                       | 『キューティーバニー』/黒沢かずこ ☆『タイトル不明』/黒沢かずこ   | どちらもオリジナルソング。 |
| 2月22日（第47回）  | ※黒沢かずこ＆遠藤章造                                      | ☆『六本木心中』/アン・ルイス（＆吉川晃司）                       | リスナーからのリクエストで、フジテレビ系列「夜のヒットスタジオ」1985年10月2日放送分の出来事を表現。黒沢曰く、ビチャメッチョバージョン。 |
| 4月18日（第55回）  | 高家博成（東洋大学非常勤講師、元多摩動物公園昆虫飼育係長） | ☆『お座敷小唄』/松尾和子・和田弘とマヒナスターズ                 | |
| 4月25日（第56回）  | 品川祐（品川庄司）                                         | ☆『サムライソウル』/ウルフルズ                                   | 加藤と同じ4月26日生まれ。 |
| 4月25日（第56回）  | 田中直樹（ココリコ）                                       | ☆『ダーリング』/沢田研二                                         | 加藤と同じ4月26日生まれ。 |
| 6月13日（第63回）  | 名倉潤（ネプチューン）                                     | ☆『笑えれば』/ウルフルズ                                         | 加藤がEURO2008の取材のため収録放送。 |
| 8月29日（第74回）  | 青島あきな                                                 | ☆『涙そうそう』/夏川りみ                                         | アイドル事務所対抗男性ファン獲得選手権優勝者の青島だけが歌った。                                                                        |
| 8月29日（第74回）  | 谷桃子                                                     |                                                                  | |
| 8月29日（第74回）  | さとう里香                                                 |                                                                  | |
| 9月5日（第75回）   | 犬塚則久（東京大学大学院助手）                             | ☆『昴』/谷村新司                                                 | |
| 10月24日（第82回） | 遠藤章造（ココリコ）                                       | ☆『さくら』/森山直太朗                                           | |
| 10月24日（第82回） | 濱口優（よゐこ）                                           |                                                                  | 加藤から振られずフェイバリットソングを歌わなかった。                                                                                    |
| 12月12日（第89回） | マツコ・デラックス                                         | ☆『やつらの足音のバラード』/ちのはじめ                           | |
| 12月26日（第91回） | 遠藤章造（ココリコ）                                       | 『BE MY BABY』/COMPLEX                                           | |

#### その他の出演
- 2月15日（第46回）黒沢かずこ（森三中）：コメント出演で、翌週ゲストで登場する意気込みを語った
- 2月22日（第47回）大西ライオン：番組終了間際いてもたってもいられず乱入
  - 大西ライオン：『心配ないさ』・☆『タルタルソースの歌』（どちらともオリジナルソング）
- 4月25日（第56回）
  - 緒沢凛：加藤の誕生日お祝いメッセージで出演
  - 八嶋智人：田中の誕生日お祝いメッセージで出演
  - 小日向しえ：田中の誕生日お祝いメッセージで出演
  - 安田美沙子：田中の誕生日お祝いメッセージで出演
  - 文教堂赤坂店の店長：品川の誕生日お祝いメッセージで出演
  - 山崎店の店員：品川の誕生日お祝いメッセージで出演
  - 一般人（品川の嫁が出演拒否をしたため急遽呼んだ一般人）：品川の誕生日お祝いメッセージで出演
- 9月5日（第75回）小木博明・矢作兼（おぎやはぎ）
- 10月3日（第79回）濱口優（よゐこ）、 小木博明・矢作兼（おぎやはぎ）、遠藤章造（ココリコ）：吠え魂1時台復帰のお祝いコメントで出演

### 2009年

#### ゲスト出演
| 放送日 （放送回）    | ゲスト               | 曲名 / 歌手名                                      | 備考                                                     |
| -------------------- | -------------------- | -------------------------------------------------- | -------------------------------------------------------- |
| 1月2日 （第92回）    | 田中直樹（ココリコ） | ☆『恋しくて』/BEGIN                                | 加藤が正月休みのため収録放送。                           |
| 1月30日 （第96回）   | 北川弘美             | ☆『ヒロミ』/原田潤                                 |                                                          |
| 2月20日 （第99回）   | 優木まおみ           | ☆『time will tell』/宇多田ヒカル                   | 加藤から予想以上に上手かったと褒められる。               |
| 4月17日 （第107回）  | misono               | ☆『愛のうた』/倖田來未                             | 加藤曰く「ガールズトークの権化」。                       |
| 4月24日 （第108回）  | 陣内智則             | ☆『もう恋なんてしない』/槇原敬之                   | 加藤曰く「離婚の権化」と「浮気の権化」の「ダブル権化」。 |
| 4月24日 （第108回）  | 庄司智春（品川庄司） | ☆『ハッピーサマーウェディング』/モーニング娘。     |                                                          |
| 4月24日 （第108回）  | 遠藤章造（ココリコ） | ☆『雪國』/吉幾三                                   |                                                          |
| 6月19日 （第116回）  | 濱口優（よゐこ）     |                                                    | 加藤に振られず歌を歌わなかった。                         |
| 8月21日 （第125回）  | マツコ・デラックス   | ☆『栄冠は君に輝く』/伊藤久男・コロムビア男声合唱団 | 放送時間内に入らなかったため、放送終了後に収録。         |
| 10月23日 （第134回） | 遠藤章造（ココリコ） |                                                    | 加藤から振られずフェイバリットソングを歌わなかった。     |
| 12月18日 （第142回） | ドン小西             | ☆『さらば恋人』/堺正章                             |                                                          |
| 12月25日 （第143回） | 遠藤章造（ココリコ） | 『TSUNAMI』/サザンオールスターズ                   |                                                          |

#### その他の出演
- 2月6日（第97回）北川弘美：前週に行われた「第1回音魂クイズ」の不手際についての謝罪コメントで出演。
- 2月20日（第99回）　
  - とうどう（加藤の友人）：吠え魂400回記念のお祝いコメントで出演。
  - 濱口優（よゐこ）：コメント出演で最新のおちょこランキングを発表。
- 2月27日（第100回）優木まおみ：前週に行われた「第2回音魂クイズ」の不手際についての謝罪コメントで出演。
- 6月12日（第115回）毒蝮三太夫：スペシャルウィーク企画の「まむちゃんランキング」発表のため録音で出演。
- 10月23日（第134回）「吠え魂歌謡大賞予選会」で課題曲である尾崎豊の『I LOVE YOU』と自由曲を熱唱。録音で出演。
  - 黒沢かずこ（森三中）：『文句があるなら来なさい!』（Rie ScrAmble）→『GOING GOING HOME』（H Jungle With T）、『I LOVE YOU』
  - 宮迫博之（雨上がり決死隊）：『翔べ！ガンダム』（池田鴻）、☆『I LOVE YOU』
  - 友近：『桃色吐息』（髙橋真梨子）、『I LOVE YOU』
  - 河本準一（次長課長）：『くちびるから媚薬』（工藤静香）、『I LOVE YOU』
  - 原紗央莉：『17才』（南沙織）、『I LOVE YOU』
  - さくらまや：☆『お祭りマンボ』（美空ひばり） 、『I LOVE YOU』
  - 斎藤司（トレンディエンジェル）：『もう君以外愛せない』（KinKi Kids）、『I LOVE YOU』
  - 田中裕二（爆笑問題）：『おやすみスヌーピー』（オリジナルソング）、『I LOVE YOU』、☆『レッツゴースヌーピー』（オリジナルソング）本番では放送されなかったがこの曲で吠え魂歌謡大賞にノミネート
  - 毒蝮三太夫：『さすらい』（小林旭）、☆『I LOVE YOU』

### 2010年

#### ゲスト出演
| 放送日 （放送回）   | ゲスト               | 曲名 / 歌手名 | 備考 |
| ------------------- | -------------------- | ------------- | ---- |
| 2月19日 （第151回） | 光浦靖子（オアシズ） |               |      |
| 3月19日 （第155回） | 濱口優（よゐこ）     |               |      |
| 3月26日 （第156回） | 遠藤章造（ココリコ） |               |      |

#### その他の出演
- 2月19日（第151回）毒蝮三太夫：「第1回女の残念なものまね選手権」のエキシビションとして録音で出演。
- 4月2日（第157回）
  - マツコ・デラックス
  - 毒蝮三太夫
  - 大原かおり

## ポッドキャスト
TBS RADIO podcasting954にて配信を行っており毎週月曜日更新されている。内容は番組開始当初は番組のダイジェストが中心で、時折加藤の独断でポッドキャスト限定の撮りおろし音源が配信されていた。2007年7月23日配信分から、構成作家・ディレクターを交えたスタッフとの反省会という形での配信となったが、JUNK枠に移動してからは本放送のダイジェスト版が配信されることも多い。

## 吠え魂辞典

### 人名・愛称
ゴリゴン
加藤浩次の愛称。加藤自身の金玉がものすごくでかいことを「俺の金玉ゴリゴンなんだよ」とJUNK１の吠え魂時代に言っていたことから当時「ゴリゴン加藤」と呼ばれるようになったことに由来する。高校のサッカー部のとき、よく短パンのすそから袋が少しはみ出していたと旧吠え魂で語っていた。よく短足といわれるが、金玉がでかくてその分股下が短くなってしまって短くみえてしまうとも語っていた。
カッチさん
遠藤章造が普段加藤を呼んでいる愛称。生放送中に加藤が気付き揉めたが結局加藤がその愛称を受け入れることになった。ちなみに遠藤本人曰くしっかりと「加藤さん」と言ったのは1回のみであるとのこと。同意義語として「カチさん」「カッツさん」「ガッツさん」。
ロッパさん
Podcast収録中に呼び名の改善をしようという加藤の提案に対し遠藤が付けた加藤の呼び名。勿論すぐさま加藤から却下されたがこれ以降リスナーからロッパさんと呼ばれることも少なくない。
ブー
消えた相方のこと。他にも宮崎、地鶏、ベースボールシャツなどの呼び名もある。
KYさん
山本圭一の隠語。(山本と普通に名前を出すこともある)
いてもたっても遠藤
ラジオから聞こえてくる「吠え魂」を耳にしていてもたってもいられなくなりスタジオに押しかける男・ココリコ遠藤章造の愛称。加藤曰く「一度もオファーを出したことがない」そうであるが、後でギャラを請求しているらしい。ゲストとして最多出演を誇り、番組恒例企画の「吠え魂歌謡大賞」の大賞を３度受賞している。また、年末の吠え魂歌謡大賞の後半ではリスナーから罵倒メールが送られそのメールに遠藤がさらに罵倒する罵倒合戦になるのが定番となっている。
糞太郎
よゐこ濱口優の愛称。名前の由来は「めちゃ×2イケてるッ!」のコーナー「フジTV警察24時」の収録の合間に、濱口が鈴木あみについて「おちょこ食べられるくらい好き」と発言したことによる。またこれによって「糞太郎のおちょこランキング」の企画も始まるが、加藤からは「おちょこ本当に食ったら終わりだぞ」と言われている。

### 用語
枝リスナー
リスナーのこと。加藤が自分を棒（木偶の坊）と比喩したことに由来する。
KY
加藤浩次が一番嫌いな流行語。一般的には「空気が読めない」の略語だが、加藤曰く消えた相方のイニシャルを思い起こすから。
謹慎40だぞ
遠藤が消えた相方について話そうとした際に加藤が言い放った言葉。偶然にもその日は消えた相方の誕生日だった。
ヘーヅラ
加藤がたまに使う言葉。感情を表に出さない表情（面）のこと。
棒を持ったゴリラ
加藤が最強だと思う組み合わせ。動物の話になるとよく話題に上がる。

## ノベルティ
神様
「極楽とんぼの吠え魂」で配っていた物の在庫。2007年4月27日放送から配られ、2008年8月1日放送で在庫切れが告げられる。
汚い背中シール
「極楽とんぼの吠え魂」で配っていた物の在庫。2008年8月1日放送から配られ、2008年10月3日放送で在庫切れが告げられる。
褒め魂
2008年8月15日放送で、交通事故の原因となるイライラを解消するために褒め言葉が書かれた飴玉（ホメ玉）を配っているという話題になり、加藤の提案でノベルティとなる。2008年10月10日放送から配られる。
先生ステッカー
コーナー「今週の教え」での先生のありがたいお言葉が記されたステッカー。
新ステッカー
いつの間にか作られた新たなノベルティ。加藤浩次の目元に黒線が引かれた写真が印刷されている。

## スタッフ
- プロデューサー：池田卓生
- ディレクター：宮嵜守史（JUNK2:00は石山大輔）
- 構成作家：鈴木工務店・西田哲也（加藤から「西の西やん」と呼ばれている、「秘密のケンミンSHOWが高視聴率を上げていることを鼻にかけている」と加藤に言われている。）
- アシスタントディレクター：進藤誠人
- ミキサー：渡部順一

## テーマ曲

### オープニングテーマ
- SUGIURUMN「RALLY OF HELL」[1]
『極楽とんぼの吠え魂』と同様の音源を使用。

### エンディングテーマ
- 冨名腰文人『I Just Call To Say I Love You』（2007年4月6日〔第1回〕）
- 矢作兼『壊れかけのRadio』（2007年4月13日〔第2回〕）
- 遠藤章造『I LOVE YOU』（2007年4月20日〔第3回〕）
- 遠藤章造『ハンガー』（2007年4月27日〔第4回〕- 12月21日〔第38回〕）
  - ビンゴ～レボンゴレ『サンバ で 夏だ』（2007年5月11日〔第6回〕）※おぎやはぎがビンゴ～レボンゴレ名義で出した曲。
  - 藤波辰爾『マッチョ・ドラゴン』（2007年6月11日〔第12回〕）※藤波がゲストの回。
  - TRF『survival dAnce ～no no cry more～』（2007年9月28日〔第26回〕）※変なダンスのコーナーで流れた曲で、そのままエンディングを迎えた。
- 藤波辰爾『古城』（2008年1月4日〔第40回〕- 2月29日〔第48回〕）※2007年吠え魂歌謡大賞第1位に選ばれエンディング曲になる。
  - エレファントカシマシ『俺たちの明日』（2008年1月11日〔第41回〕）※加藤が出演していた「ウコンのチカラ」のCMソングで使われており加藤が帰省した際に地元の友達とこの曲を歌って号泣したということでエンディングとして使われた。
- 大西ライオン『ハクナ・マタタ』＆『タルタルソースの歌』（2008年3月7日〔第49回〕- 6月13日〔第63回〕・6月27日〔第65回〕）※2008年2月29日放送分で加藤の提案によってエンディング曲が変更される。
- 名倉潤『笑えれば』（2008年6月20日〔第64回〕- 9月19日〔第77回〕）
- エレファントカシマシ『俺たちの明日』（2008年9月26日〔第78回〕- 12月19日〔第90回〕）※加藤の声入りバージョン。
- 遠藤章造『千の風になって』（2008年12月26日〔第91回〕- 2009年12月18日〔第142回〕）※2008年吠え魂歌謡大賞第1位に選ばれエンディング曲になる。
  - ？『？』（2009年1月2日〔第92回〕）※加藤が正月休みのため録音の回。
  - misono『天秤～強がりな私×弱がりな君』（2009年4月17日〔第107回〕）※misonoがゲストの回。
  - ？『？』（2009年8月7日〔第123回〕）※加藤が夏休みのため録音の回。
  - マツコ・デラックス『栄冠は君に輝く』（2009年8月28日〔第126回〕）
  - 田中裕二『おやすみスヌーピー』（2009年10月25日〔第132回〕）※吠え魂歌謡大賞予選会で1位となりエンディング曲に使われた。
  - 森進一『I LOVE YOU』（2009年11月6日〔第134回〕）
- 遠藤章造『雪國』（2009年12月25日〔第143回〕- ）※2009年吠え魂歌謡大賞第1位に選ばれエンディング曲になる。
  - ？『？』（2010年1月1日〔第144回〕）※録音の回。

### 番組
- 金曜JUNK 極楽とんぼの吠え魂 - 同局で、2006年7月まで極楽とんぼが務めたラジオ番組。
- 火曜JUNK ZERO おぎやはぎのメガネびいき - JUNK2時代、スペシャルウィークに何度かコラボレーションを行っている。

### 人物（グループ）
- 極楽とんぼ
- 山本圭一
- 冨名腰文人

### 動物
- ハダカデバネズミ
- ゴリラ
- カラス